# Информализм
Информализм, информальное искусство, информель (фр. art informel) — направление в искусстве, возникшее во второй половине 40-х годов XX века в Париже, Франция. Обычно под этим понятием объединяют различные течения в абстрактном искусстве, возникшие в Европе после Второй мировой войны в конце 1940-х — начале 1950-х годов.

## Определение
Понятие «информализм» применимо как собирательное для многочисленных течений в абстракционизме 1950-х годов. Например, ташизм рассматривается и как категория информализма, и как самостоятельное художественное течение, развившееся из информализма. «Информализм» является столь же ёмким понятием, как и появившаяся примерно в то же время лирическая абстракция.

## Возникновение и развитие
Информализм организуется в 1945—1946 годах в Париже, в рамках «Парижской школы», как противоположность геометрическому абстракционизму. Название этого художественного направления восходит к парижской выставке под наименованием signifiance de l’informel. В 1948 году в рамках информализма образуется художественная группа КОБРА.
Согласно представлениям художников-информалистов, эмоциональность и спонтанность художественных произведений важнее их совершенства и разумности, отвергаются также любые правила, любая регламентация. Художники отказываются от изображения как людей, так и предметов, даже в абстрактной форме. Сильное влияние на становление и развитие информального искусства оказал сюрреализм, особенно в форме автоматизма, а также раннее творчество Василия Кандинского.
Из информального искусства в Европе развился ташизм. Оба понятия часто употребляются как европейские параллели американской живописи действия (англ. Action Painting). Близкими по духу к информализму являются также живопись цветового поля и ар брют.

## Избранные представители
| - Фермин Агуайо - Энрико Аккатино - Аппел, Карел - Вилли Баумейстер - Vasco Bendini - Юлиус Биссье - Гюнтер Брус - Альберто Бурри | - Эмилио Ведова - Вольс - Карл Отто Гёц - Жан Дюбюффе - Асгер Йорн - Луиджи Маличе - Жорж Матьё - Маноло Мильярес | - Анри Мишо - Люсио Муньос - Эрнст Вильгельм Най - Серж Поляков - Джан Карло Риккарди - Жан-Поль Риопель - Пабло Серрано - Пьер Сулаж - Николя де Сталь | - Антони Тапиес - Жан Фотрие - Ханс Хартунг - Лоран Хименес-Балагер - Мариу Цезарини - Эдуардо Чильида - Эмиль Шумахер |